# Aruser@s Weekend
Aruser@s Weekend fue un programa de televisión español producido por Aruba Produccions para La Sexta. El formato, presentado y dirigido por Alfonso Arús, se emitió cada sábado de 15:30 a 20:00 entre el 17 de septiembre de 2022 y el 25 de marzo de 2023.

## Formato
Tras el éxito de Aruser@s, en esta nueva franja, y durante cuatro horas y media en directo, Alfonso Arús traslada a la audiencia toda la actualidad del día, las tendencias o los vídeos más virales, junto a un elenco de colaboradores habituales. Además, en el programa tienen cabida secciones sobre cine, avances tecnológicos e inventos, biología, conexiones con los reporteros o la redacción de La Sexta noticias y el veredicto a las informaciones de los famosos que aparezcan en las últimas horas.

## Equipo

### Director y presentador
| Colaboradores | Información                             | Logo de Telecinco |
| Colaboradores | Información                             | 2022-2023         |
| ------------- | --------------------------------------- | ----------------- |
| Alfonso Arús  | Periodista y colaboradora de televisión |                   |

### Subdirectora y productora ejecutiva
| Colaboradores  | Información                             | Logo de Telecinco |
| Colaboradores  | Información                             | 2022-2023         |
| -------------- | --------------------------------------- | ----------------- |
| Angie Cárdenas | Periodista y colaboradora de televisión |                   |

### Colaboradores

#### Contertulios
| Colaboradores    | Información                               | Logo de Telecinco |
| Colaboradores    | Información                               | 2022-2023         |
| ---------------- | ----------------------------------------- | ----------------- |
| Angie Cárdenas   | Periodista y colaboradora de televisión   |                   |
| María Moya       | Periodista y colaboradora de televisión   |                   |
| Patricia Benítez | Colaboradora de televisión                |                   |
| Marc Redondo     | Meteorólogo y presentador                 |                   |
| Tatiana Arús     | Presentadora y colaboradora de televisión |                   |
| Alba Gutiérrez   | Periodista                                |                   |
| Alba Sánchez     | Periodista                                |                   |
| Arthus Arús      | Colaborador de televisión                 |                   |
| Rocío Cano       | Periodista                                |                   |
| Xavi Rodríguez   | Presentador de televisión y radio         |                   |

#### En sección
| Colaboradores    | Información                             | Logo de Telecinco |
| Colaboradores    | Información                             | 2022-2023         |
| ---------------- | --------------------------------------- | ----------------- |
| Toni de la Torre | Crítico de series                       |                   |
| Montse Vidal     | Periodista y colaboradora de televisión |                   |
| Evelyn Segura    | Bióloga y comunicadora científica       |                   |
| Marta Altarriba  | Periodista y productora                 |                   |
| Andrés Guerra    | Periodista                              |                   |

## Temporadas y programas
| Temporada | Temporada | Programas | Estreno                  | Final               | Audiencia media | Audiencia media | Audiencia media |
| Temporada | Temporada | Programas | Estreno                  | Final               | Espectadores    | Cuota           |                 |
| --------- | --------- | --------- | ------------------------ | ------------------- | --------------- | --------------- | --------------- |
|           | 1         | 21        | 17 de septiembre de 2022 | 25 de marzo de 2023 | 495 000         | 5,1%            |                 |
| Total     | Total     | 10        | 2022                     | 2023                | 495 000         | 5,1%            |                 |

### Temporada 1 (2022-2023)
| 1  | 17 de septiembre de 2022 | 432 000 (5,0%) |
| 2  | 24 de septiembre de 2022 | 464 000 (5,1%) |
| 3  | 1 de octubre de 2022     | 385 000 (4,4%) |
| 4  | 8 de octubre de 2022     | 407 000 (4,8%) |
| 5  | 15 de octubre de 2022    | 472 000 (5,3%) |
| 6  | 22 de octubre de 2022    | 437 000 (4,7%) |
| 7  | 29 de octubre de 2022    | 459 000 (5,2%) |
| 8  | 5 de noviembre de 2022   | 455 000 (4,8%) |
| 9  | 11 de noviembre de 2022  | 447 000 (4,7%) |
| 10 | 19 de noviembre de 2022  | 578 000 (5,6%) |
| 11 | 14 de enero de 2023      | 544 000 (5,2%) |
| 12 | 21 de enero de 2023      | 551 000 (5,2%) |
| 13 | 28 de enero de 2023      | 511 000 (4,7%) |
| 14 | 4 de febrero de 2023     | 562 000 (5,7%) |
| 15 | 11 de febrero de 2023    | 556 000 (5,3%) |
| 16 | 18 de febrero de 2023    | 507 000 (5,3%) |
| 17 | 25 de febrero de 2023    | 548 000 (5,2%) |
| 18 | 4 de marzo de 2023       | 602 000 (6,1%) |
| 19 | 11 de marzo de 2023      | 544 000 (5,7%) |
| 20 | 18 de marzo de 2023      | 482 000 (5,1%) |
| 21 | 25 de marzo de 2023      | 547 000 (5,9%) |